# Camponaraya (kommunhuvudort)
Camponaraya är en kommunhuvudort i Spanien.   Den ligger i provinsen Provincia de León och regionen Kastilien och Leon, i den nordvästra delen av landet, 300 km nordväst om huvudstaden Madrid. Camponaraya ligger 492 meter över havet och antalet invånare är 3 500.
Terrängen runt Camponaraya är kuperad söderut, men norrut är den platt.Runt Camponaraya är det ganska tätbefolkat, med 179 invånare per kvadratkilometer. Närmaste större samhälle är Ponferrada, 6,8 km sydost om Camponaraya. Trakten runt Camponaraya består till största delen av jordbruksmark.